# Palæogeografi
Palæogeografi (paleogeografi) er læren om geografiske forhold i tidligere geologiske perioder. Ordet stammer fra geografi med forstavelsen palæo, fra græsk palaios ~ gammel.
Begrebet bruges hovedsageligt om studiet af tidligere landskabsformer, selv om det også kan omfatte andre geografiske aspekter. Afgrænset til studiet af landskabsformer svarer begrebet til "palæogeomorfologi", fra geomorfologi.
Forhold som påvirker palæogeografien: Kontinentaldrift forårsager kontinuerlige ændringer i form og størrelse af have og kontinenter. Ændringer i klimaforhold vil kunne medføre forandringer i det globale havniveau og påvirke landskabsformerne på mange andre måder. Vulkanisme kan føre til voldsomme og pludselige ændringer i landskabet. Geologiske processer som landhævning og sedimentation kan opbygge nye landskabsformer, mens erosion virker nedbrydende.
Studiet af palæogeografi spiller en vigtig rolle både indenfor naturgeografi, geologi og geofysik. I olieefterforskning er palæogeografi vigtig både for at lokalisere potentielle kildebjergarter og potentielle olieforekomster. I olieudvinding anvendes palæogeografi for at kortlægge bjergarternes strømningsegenskaber i oliefeltet.
Forstavelsen paleo/palæo bruges ofte i forskellige sammensætninger for at omtale forhenværende landskabsformer. Eksempel på dette er palæo-kontinent og palæo-strandlinje.